# As de picas
El as de picas es uno de los 52 naipes que conforman a la baraja francesa e inglesa. Su valor puede variar, pudiendo ser más valiosa que el Rey o la menos valiosa de todas.

## Características
El naipe tiene el valor de un as (A), junto a un símbolo de picas, apareciendo como "A♠" en por lo menos dos esquinas opuestas, aunque hay algunas barajas que muestran las cuatro esquinas con el valor y el palo. El valor de la parte inferior está colocado al revés, de manera de que se puede ver aunque el naipe esté volteado. En el centro, muestra una sola pica.

## Tarot
Según las lecturas del tarot, el as de picas inspira al tarotista ideas semblantes a la muerte y enfermedad, aunque también representa a las guerras, debido a su historia como símbolo bélico.

## En la cultura
En 2003, durante la Guerra de Irak, en la baraja simbólica de los más buscados de Irak, el as de picas representaba a Saddam Hussein, el presidente de Irak.

## Naipes de la baraja
|                      | As              | 2              | 3              | 4              | 5              | 6              | 7              | 8              | 9              | 10              | Jota/Sota/Jack    | Reina/Dama         | Rey              |
| -------------------- | --------------- | -------------- | -------------- | -------------- | -------------- | -------------- | -------------- | -------------- | -------------- | --------------- | ----------------- | ------------------ | ---------------- |
| Tréboles (Clubs)     | As de tréboles  | 2 de tréboles  | 3 de tréboles  | 4 de tréboles  | 5 de tréboles  | 6 de tréboles  | 7 de tréboles  | 8 de tréboles  | 9 de tréboles  | 10 de tréboles  | Jota de tréboles  | Reina de tréboles  | Rey de tréboles  |
| Diamantes (Diamonds) | As de diamantes | 2 de diamantes | 3 de diamantes | 4 de diamantes | 5 de diamantes | 6 de diamantes | 7 de diamantes | 8 de diamantes | 9 de diamantes | 10 de diamantes | Jota de diamantes | Reina de diamantes | Rey de diamantes |
| Corazones (Hearts)   | As de corazones | 2 de corazones | 3 de corazones | 4 de corazones | 5 de corazones | 6 de corazones | 7 de corazones | 8 de corazones | 9 de corazones | 10 de corazones | Jota de corazones | Reina de corazones | Rey de corazones |
| Picas (Spades)       | As de picas     | 2 de picas     | 3 de picas     | 4 de picas     | 5 de picas     | 6 de picas     | 7 de picas     | 8 de picas     | 9 de picas     | 10 de picas     | Jota de picas     | Reina de picas     | Rey de picas     |